# Bahnhof Madrid Atocha

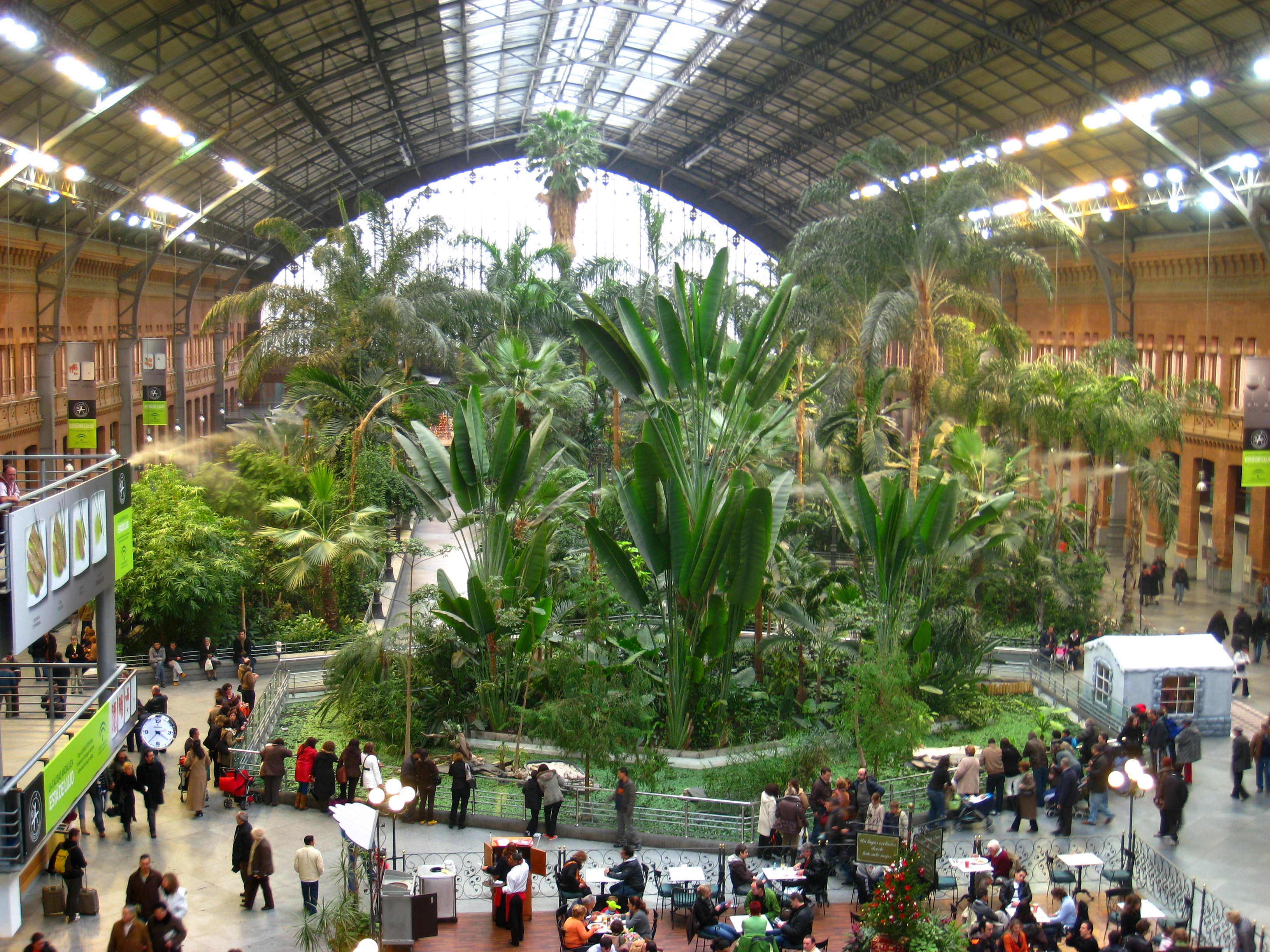
Die umgestaltete ehemalige Bahnhofshalle des Bahnhofs Atocha

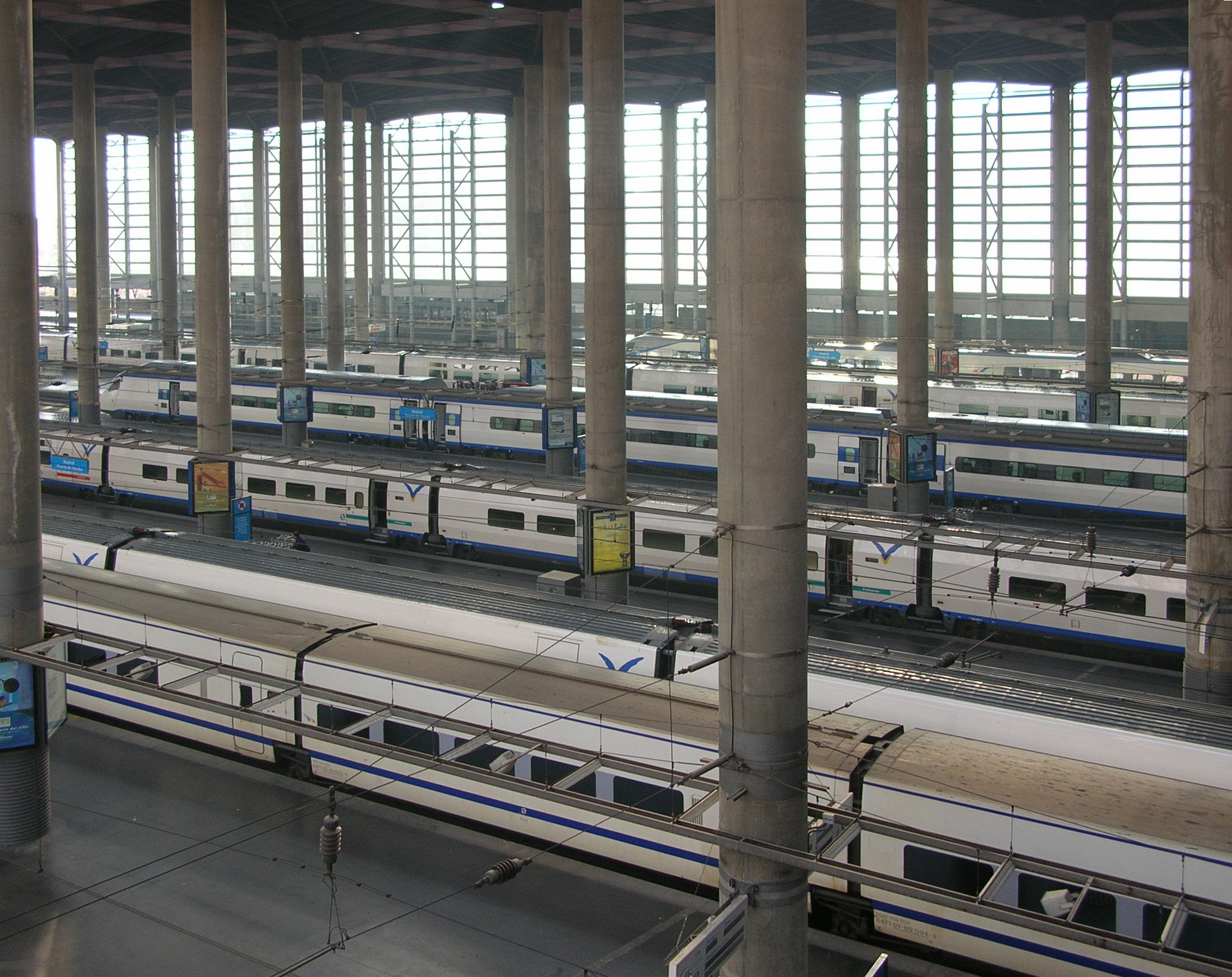
Die neue Haupthalle des Bahnhofs Atocha mit Zügen der RENFE

Der Bahnhof Atocha (offizieller Name nach ADIF: Madrid Puerta de Atocha–Almudena Grandes) ist einer der beiden Fernbahnhöfe Madrids. Im Gegensatz zum Nordbahnhof Chamartín liegt Atocha im Zentrum der Stadt, an der Plaza Emperador Carlos V, unweit des Botanischen Gartens und des Museo del Prado. Außer den Fern- und Hochgeschwindigkeitszügen aus dem Süden Spaniens und den Regionalzügen halten in Atocha sämtliche S-Bahn-Linien (Cercanías) der Region sowie die Linie 1 der Metro Madrid. Atocha ist damit einer der wichtigsten Verkehrsknotenpunkte der 3,5 Millionen Einwohner zählenden Metropole.

## Geschichte
Atocha wurde als Kopfbahnhof angelegt. Der erste Bahnhofsbau an dieser Stelle entstand 1851 als Estación de Mediodía, welcher jedoch einem Feuer zum Opfer fiel und durch den heutigen Bau ersetzt wurde. Die alte Bahnhofshalle ist berühmt für ihre große Dachkonstruktion aus Gusseisen und Glas, die zwischen 1888 und 1892 im Jugendstil von dem aus dem Baskenland stammenden Architekten Alberto de Palacio y Elissague erbaut wurde.
Mit dem Ausbau des Bahnhofs Chamartín in den 1980er-Jahren verlor Atocha seine Hauptbahnhoffunktion vorübergehend, erlangte sie jedoch wieder zurück, als er zum nördlichen Endpunkt der 1992 eröffneten Schnellfahrstrecke Madrid–Sevilla bestimmt wurde. Seit zur Abfertigung der Hochgeschwindigkeitszüge südlich davon eine neue, deutlich größere Bahnsteighalle (Architekt José Rafael Moneo) in Betrieb genommen wurde, befindet sich unter dem Gewölbe der alten Bahnhofshalle ein tropischer Palmengarten, der als Wartehalle und Treffpunkt genutzt wird.
Am 11. März 2004 wurde der Bahnhof während der morgendlichen Hauptverkehrszeit Schauplatz der Madrider Zuganschläge.
Im Zuge der Liberalisierung des spanischen Schienenverkehrs und der Betriebsaufnahme von Hochgeschwindigkeitszügen der SNCF-Tochter Ouigo España und der Trenitalia-Beteiligung Intermodalidad de Levante wurde die Metrostation Atocha Renfe in Atocha umbenannt. Per 19. November 2022 erhielt der Bahnhof auf Beschluss der spanischen Zentralregierung den offiziellen Namen Madrid Puerta de Atocha–Almudena Grandes in Erinnerung an die kurz zuvor verstorbene spanische Schriftstellerin.

## Aufbau

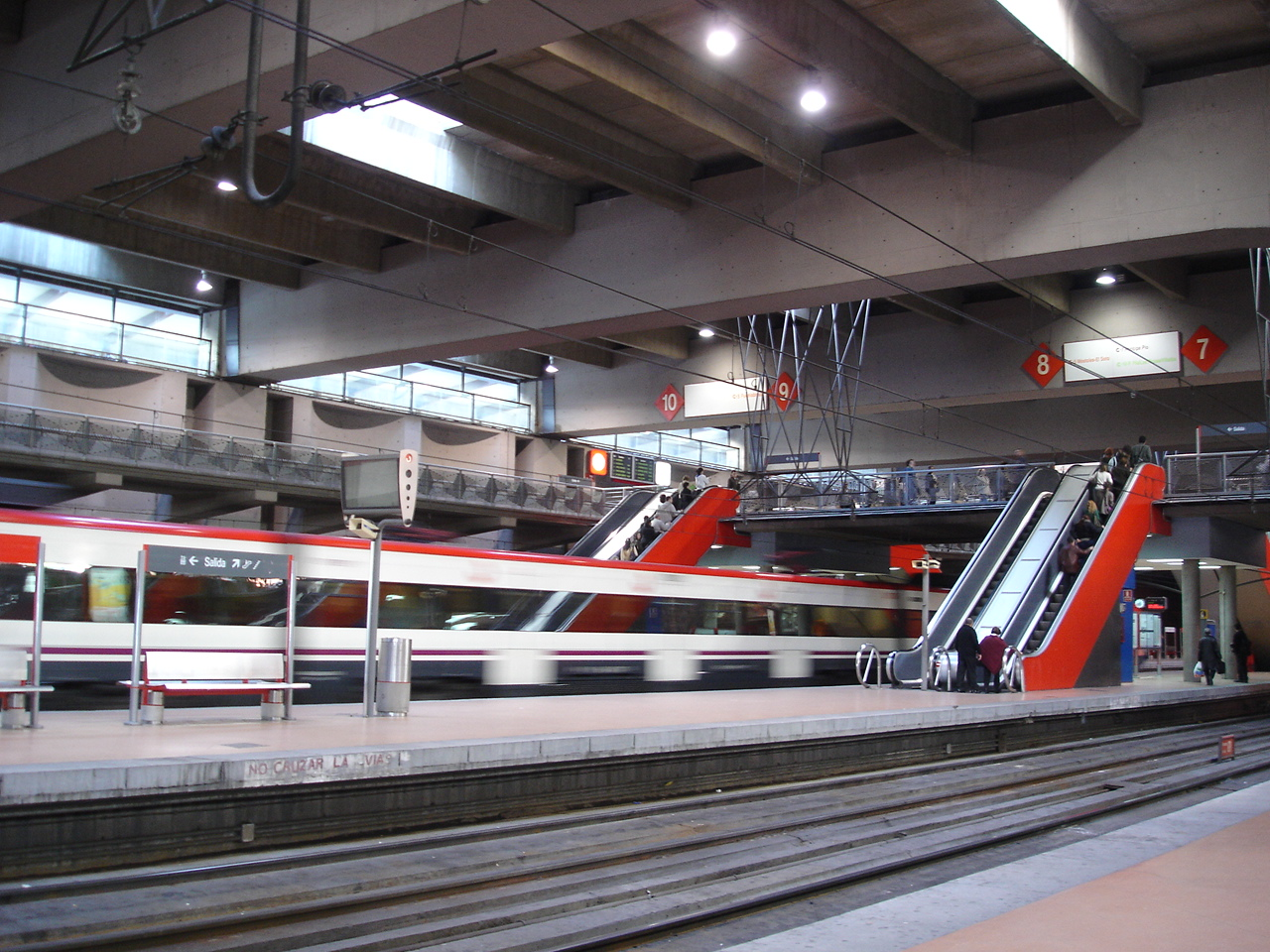
Cercanías-Bahnhof

Der heutige Bahnhof setzt sich aus zwei Teilen zusammen: Zum einen besteht ein wiederum als Kopfbahnhof gebauter oberirdischer Bahnhofsteil mit 15 Gleisen, an dem manche Fernzüge des Hochgeschwindigkeitszugsystems AVE halten. Nach der Inbetriebnahme der neuen Bahnsteighalle war die westliche Hälfte zunächst breitspurig. Wegen der dadurch erforderlichen, zahlreichen Kreuzungen zwischen Regel- und Breitspur wurden die Fahrleitungsanlagen des gesamten Bahnhofs und einige Kilometer der anschließenden Schnellfahrstrecke nach Sevilla mit 3 kV Gleichspannung gespeist. Für die Einführung der Schnellfahrstrecke nach Barcelona, deren erster Abschnitt bis Zaragoza im Dezember 2002 in Betrieb genommen wurde, endete der Breitspurbetrieb in der oberirdischen Bahnsteighalle. Mit der Umspurung der nur teilweise darauf vorbereiteten Bahnsteiggleise wurde die Fahrleitung des Regelspurteils auf 25 kV Wechselspannung umgestellt. Die Bahnsteige sind 76 Zentimeter hoch.
Der andere Teil ist ein unterirdischer zehngleisiger Durchgangsbahnhof mit fünf 250 Meter langen Mittelbahnsteigen. Er wird vorrangig von Cercanías-Zügen bedient.
Nach Norden schließen drei zweigleisige Tunnel an, die durch die Stadt bis zum Bahnhof Chamartín führen. Der mittlere und zuerst fertiggestellte Tunnel führt weitgehend entlang der städtischen Hauptachse Paseo del Prado–Paseo de Recoletos–Paseo de la Castellana. Dieser Tunnel wird im Madrider Volksmund oft als „Túnel de la risa“ (Tunnel des Gelächters) bezeichnet, was auf seine insgesamt 34-jährige Planungs- und Bauzeit zurückzuführen ist. Die Bezeichnung wurde auch auf die beiden anderen Röhren übertragen: den 2008 eingeweihten westlichen Tunnel, der via Puerta del Sol und Nuevos Ministerios nach Chamartín führt, und auf den regelspurigen östlichen Tunnel für die AVE-Hochgeschwindigkeitszüge. Letzterer ist 7,3 Kilometer lang und wurde im Schildvortrieb mit 11,5 Meter Durchmesser erstellt. Der Tunnel wurde im Rohbau bereits 2011 fertiggestellt, jedoch erst im Juli 2022 in Betrieb genommen und im September 2022 offiziell eingeweiht. Es gibt jedoch noch keine passenden Bahnsteige in Atocha. Seit der Inbetriebnahme sind durchgehende Verbindungen auf Regelspur vom Norden Spaniens nach Sevilla und Valencia und dies ohne die zuvor notwendige Umspurung möglich. Gleichzeitig verlor jedoch die Großstadt Alicante ihre direkte AVE-Verbindung mit dem Bahnhof Atocha.

### Neuer Tiefbahnhof für Hochgeschwindigkeitszüge
Der Knotenpunkt wird durch einen neuen viergleisigen Tiefbahnhof für Hochgeschwindigkeitszüge erweitert. Dieser soll an den dritten Túnel de la risa angeschlossen werden und einen Halt der Züge ermöglichen, die durch diesen Tunnel fahren. Es werden zwei 420 Meter lange Mittelbahnsteige gebaut.

## Verbindungen
Renfe bedient den Bahnhof mit diversen Zugkategorien (AVE, AVLO, Alvia, Intercity) mit Zielen wie Barcelona, Málaga, Sevilla, Cádiz oder Marseille. Die meisten Züge nach Valencia und Alicante verkehren seit 2022 nach Chamartín. Ebenso verbinden Ouigo España und Iryo Atocha mit Barcelona-Sants.